# فلويد ليتل
فلويد ليتل (بالإنجليزية: Floyd Little)‏ هو لاعب كرة قدم أمريكية ومقدم تلفزيوني أمريكي، ولد في 4 يوليو 1942 في نيو هيفن في الولايات المتحدة.

## وصلات خارجية
- الموقع الرسمي
- فلويد ليتل على موقع مرجع كرة القدم المحترفة.كوم (الإنجليزية)
- فلويد ليتل على موقع كلية كرة القدم في سبورتس رفرنس.كوم (الإنجليزية)
- فلويد ليتل على موقع قاعة كولورادو للمشاهير الرياضية (الإنجليزية)